# Bolivia en los Juegos Olímpicos de Sarajevo 1984
Bolivia estuvo representada en los Juegos Olímpicos de Sarajevo 1984 por tres deportistas masculinos que compitieron en esquí alpino.
El equipo olímpico boliviano no obtuvo ninguna medalla en estos Juegos.